# Ole Wahl Olsen
Ole Wahl Olsen (født 9. november 1939 på Frederiksberg, død 31. august 2001) var en dansk oversætter, der særligt blev kendt for sine oversættelser af nyere græsk litteratur.
Efter matematisk studentereksamen fra Esbjerg Statsskole i 1958 rejste han til Grækenland og blev fascineret af sproget og litteraturen. Han lærte derfor nygræsk. I Athen mødte han forfatteren Antonis Samarakis, hvis første novellesamling Håb søges (1954) Ole Wahl Olesen oversatte til dansk og udkom med i 1961. Derpå fulgte flere oversættelser fra nygræsk, blandt andre Pantelis Prevelakis’ roman Dødens sol og Giorgos Seferis' Udvalgte digte, som han oversatte i samarbejde med Poul Borum. Frem til 1967 udkom Ole Wahl Olsens oversættelser først og fremmest i særtryk og tidsskrifter.
Interessen for nygræsk litteratur i Danmark steg som følge af den græske borgerkrig, og da en militærjunta i 1967 tog magten, kom Ole Wahl Olsen til at fungere som mellemled mellem grækere og danskere, ligesom han ofte optrådte i DR som ekspert i de år. Ole Wahl Olsen udkom blandt andet i tidsskriftet Vindrosen, der i 1967 udgav et særnummer med hans oversættelser af prosa af Nikos Engonopoulos og Sotiris Patatzis samt lyrik af Jannis Ritsos og den senere nobelprismodtager Odysseas Elytis.
Gyldendal udgav i 1969 hans oversættelse af Vasilis Vasilikos' roman Fotografierne og i 1970 antologien Mirakelmagerne med 23 noveller, der var udvalgt og oversat af Ole Wahl Olsen. Arbejdet blev muligt, fordi han fra 1970 tildeltes Statens Kunstfonds engangsydelse. Den fik han frem til 1978, hvorefter han fik et tre-årigt stipendium fra fonden i 1980, et arbejdslegat i 1989 og et rejselegat i 1991.
En kort overgang fungerede Ole Wahl Olsen som underviser i moderne græsk ved Københavns Universitet.
Han modtog i 1968 Filmfondens pris, modtog i 1975 støtte fra Hannibal Sanders Fond og blev i 1985 tildelt Dansk Oversætterforbunds ærespris. I 2000 fik han Elini Nakou Prisen for at gøre moderne græsk litteratur tilgængelig for danske læsere.
De sidste år af hans liv var der langt mellem udgivelserne. Hvor han fra 1962 til 1974 udgav 83 græske romaner, noveller og digte, udgav han i perioden 1975-1988 cirka en om året. Hans sidste værk var en oversættelse af Primadonnaen af Sotiris Patatzis i 1994.